# Монтевідео (будівля)
51°54′13″ пн. ш. 4°29′08″ сх. д. / 51.903611° пн. ш. 4.485556° сх. д.
Монтевідео — 43-поверховий житловий хмарочос висотою 139,5 метрів, що стоїть на узбережжі річки Ньїве-Маас у Роттердамі, Нідерланди. Логотип Montevideo на даху має розмір 8 квадратних метрів, буква «M», яка збільшує загальну висоту вежі до 152,3 метра. Логотип також розроблений у вигляді гігантського флюгера. Будівля, спроєктована директором архітектурної фірми Mecanoo Франсіне Хаубен, є однією з найвищих будівель у світі, спроєктованих жінками. Будівля була офіційно відкрита 19 грудня 2005 року і на той час була найвищою житловою вежею в Нідерландах. Вона містить 192 квартири, 6050 квадратних метрів офісних приміщень і 1933 квадратних метрів торгової площі.
Будівля названа на честь столиці Уругваю — Монтевідео.

## Нагороди
Будівля отримала похвалу від International Highrise Award 2006 і була нагороджена премією Dedallo Minosse. Крім того, він посів третє місце в конкурсі Emporis Skyscraper Award 2005.

## Галерея
|                                             |
| Монтевідео за будівлею Holland America Line |

|            |
| Монтевідео |

|                                      |
| Монтевідео & Світовий портовий центр |